# Stachys alpina
Stachys alpina es una especie de la familia de las lamiáceas. 

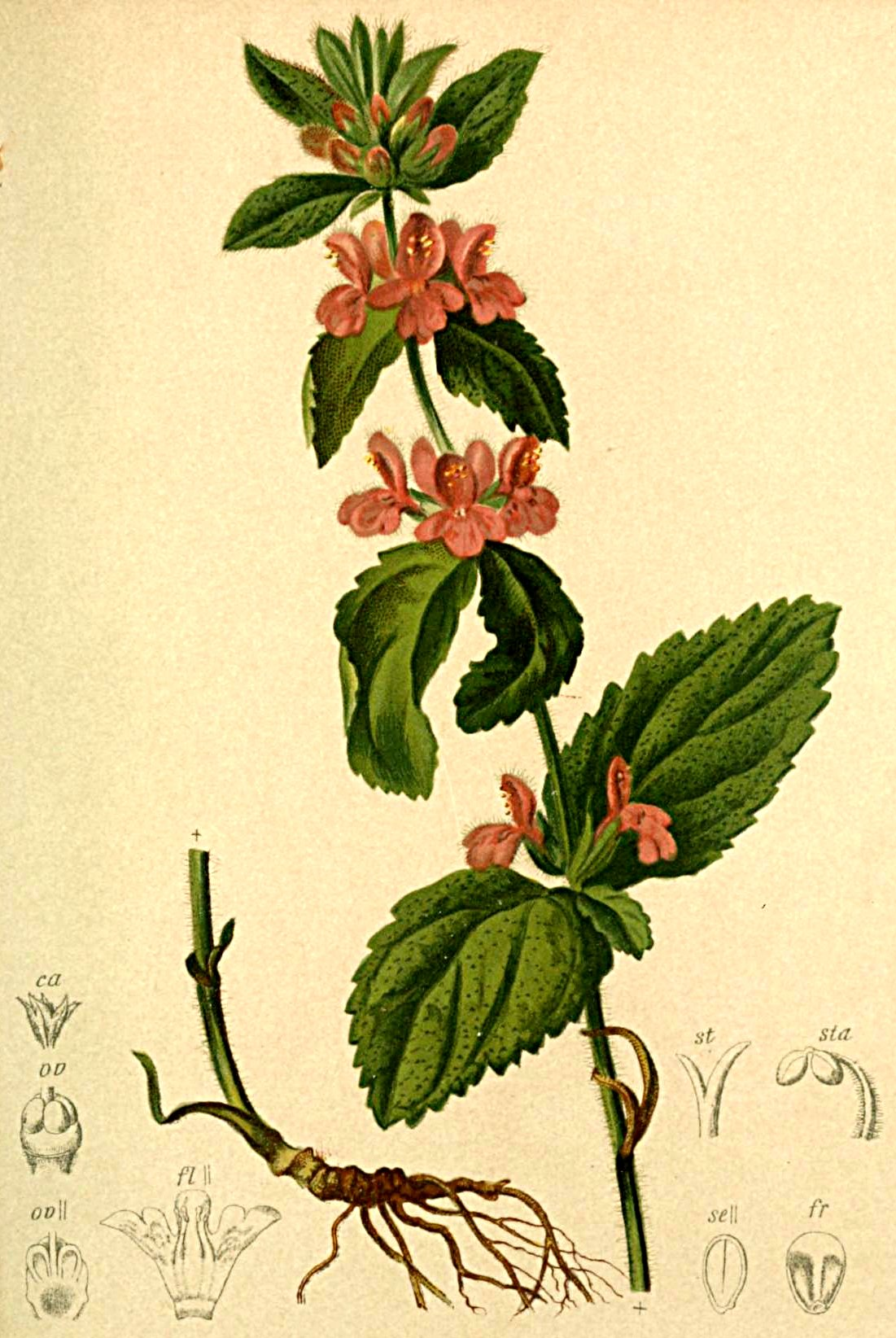
Ilustración

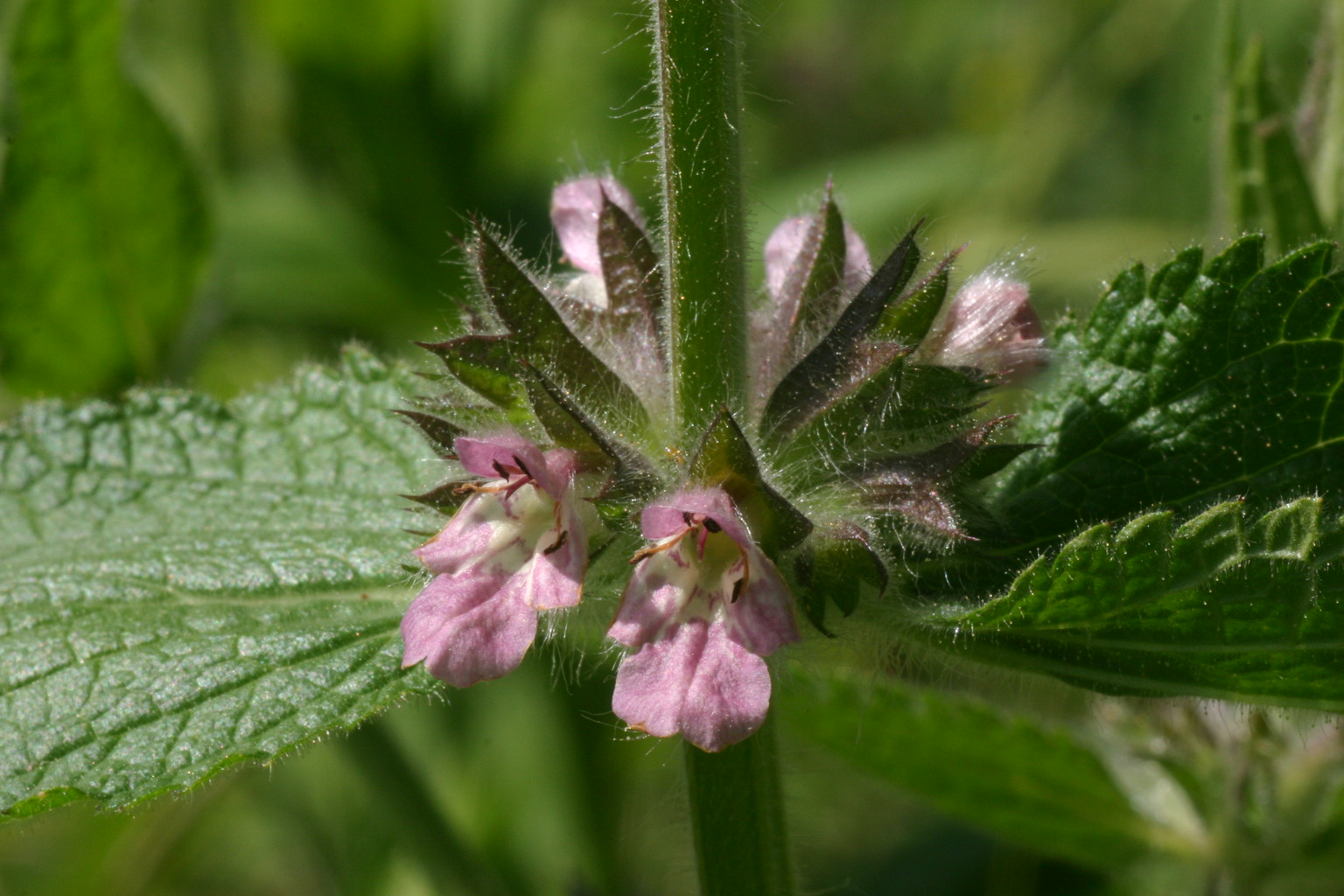
Flor

## Descripción
Difiere de Stachys germanica en tener tallos con pelos glandulares, por lo menos por encima. Flores morado mate, raramente teñidas de amarillo, de 1,5-2,2 cm. Perenne de 30 a 100 cm, de hojas oblongas u ovadas, de base cordiforme, dentadas, grises o verde grises. Dientes del cáliz desiguales. Florece desde finales de primavera hasta el otoño.

## Hábitat
Bosques abiertos, barrancos y rocas húmedas.

## Distribución
Oeste, centro y sur de Europa, por el norte hasta Gales.

## Taxonomía
Stachys alpina fue descrita por Carlos Linneo y publicado en Sp. Pl. 581 1753.
Etimología
Ver: Stachys
alpina: epíteto latíno que significa "alpina, de los Alpes".
Sinonimia
- Eriostomum alpinum (L.) Hoffmanns. & Link ex Steud.
- Galeopsis fusca Moench
- Stachys alpina subsp. alpina
- Stachys curviflora Tausch
- Stachys dinarica De Marb.
- Stachys fusca (Moench) Moench
- Stachys orientalis L.
- Stachys urticifolia Tausch[5][6]